# Бриниця (Ключборський повіт)
Бриниця (пол. Brynica, нім. Kiefernhain) — село в Польщі, у гміні Волчин Ключборського повіту Опольського воєводства.
Населення — 77 осіб (2011).
У 1975-1998 роках село належало до Опольського воєводства.

## Демографія
Демографічна структура станом на 31 березня 2011 року:
|          | Загалом | Допрацездатний вік | Працездатний вік | Постпрацездатний вік |
| -------- | ------- | ------------------ | ---------------- | -------------------- |
| Чоловіки | 41      | 8                  | 31               | 2                    |
| Жінки    | 36      | 11                 | 15               | 10                   |
| Разом    | 77      | 19                 | 46               | 12                   |